# شهاتسیو آمبوهیمانجکا
شهاتسیو آمبوهیمانجکا (به لاتین: Sahatsiho Ambohimanjaka) یک منطقهٔ مسکونی در ماداگاسکار است که در Ambositra District واقع شده‌است.
 شهاتسیو آمبوهیمانجکا  ۹٬۰۰۰ نفر جمعیت دارد و ۱٬۴۷۸ متر بالاتر از سطح دریا واقع شده‌است.